# Museum voor Schone Kunsten (Gent)

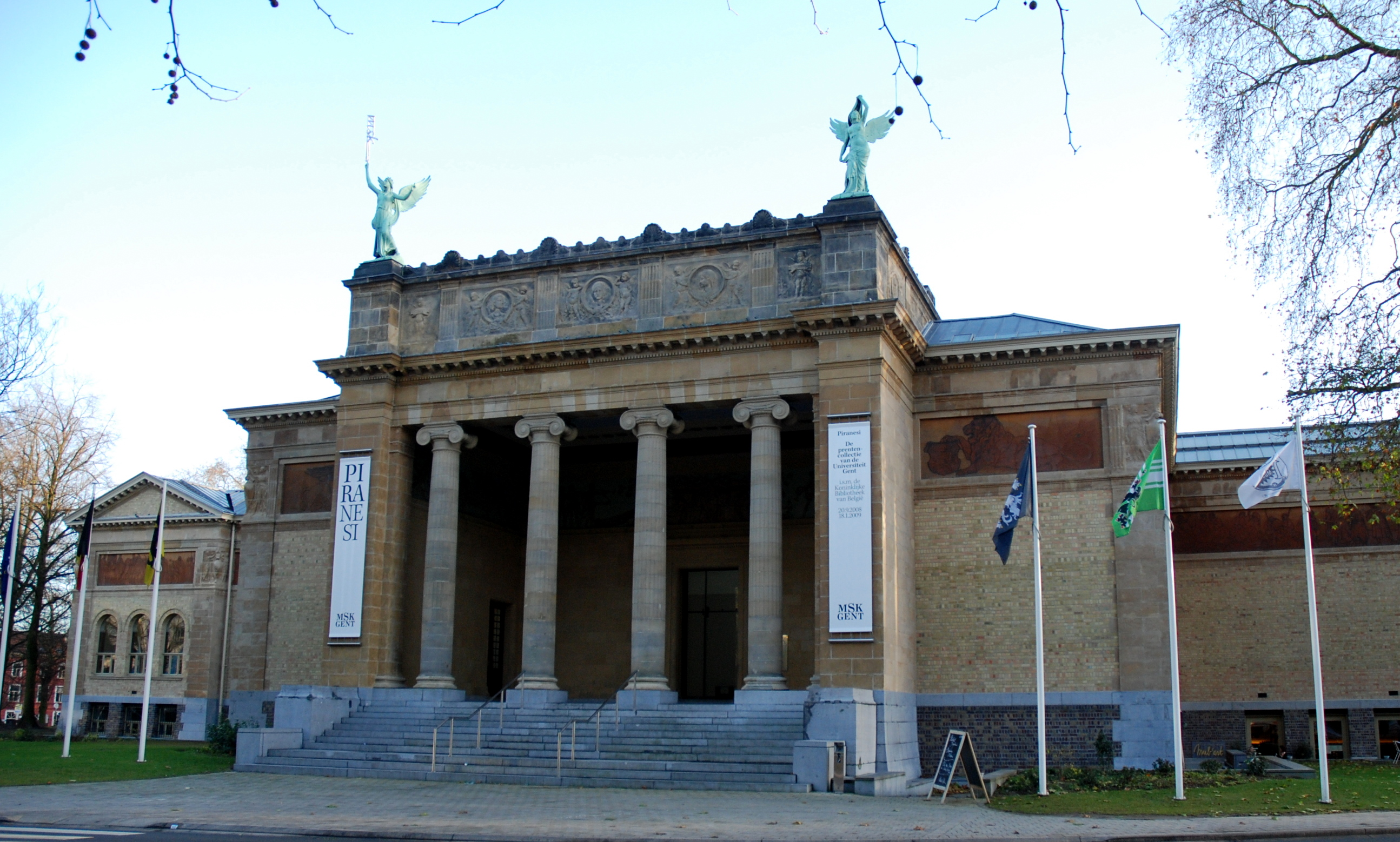
Außenansicht des Museumsgebäudes

Das Museum voor Schone Kunsten (Museum für schöne Künste), häufig abgekürzt als MSK, ist ein Museum im Citadelpark in Belgiens zweitgrößter Stadt Gent. Die Sammlung beinhaltet über 15.000 Werke, die ab dem späten Mittelalter bis zum 20. Jahrhundert entstanden. Ein Schwerpunkt der Sammlung liegt dabei auf der Zeit zwischen dem 19. Jahrhundert und der ersten Hälfte des 20. Jahrhunderts. 

## Geschichte des Museums

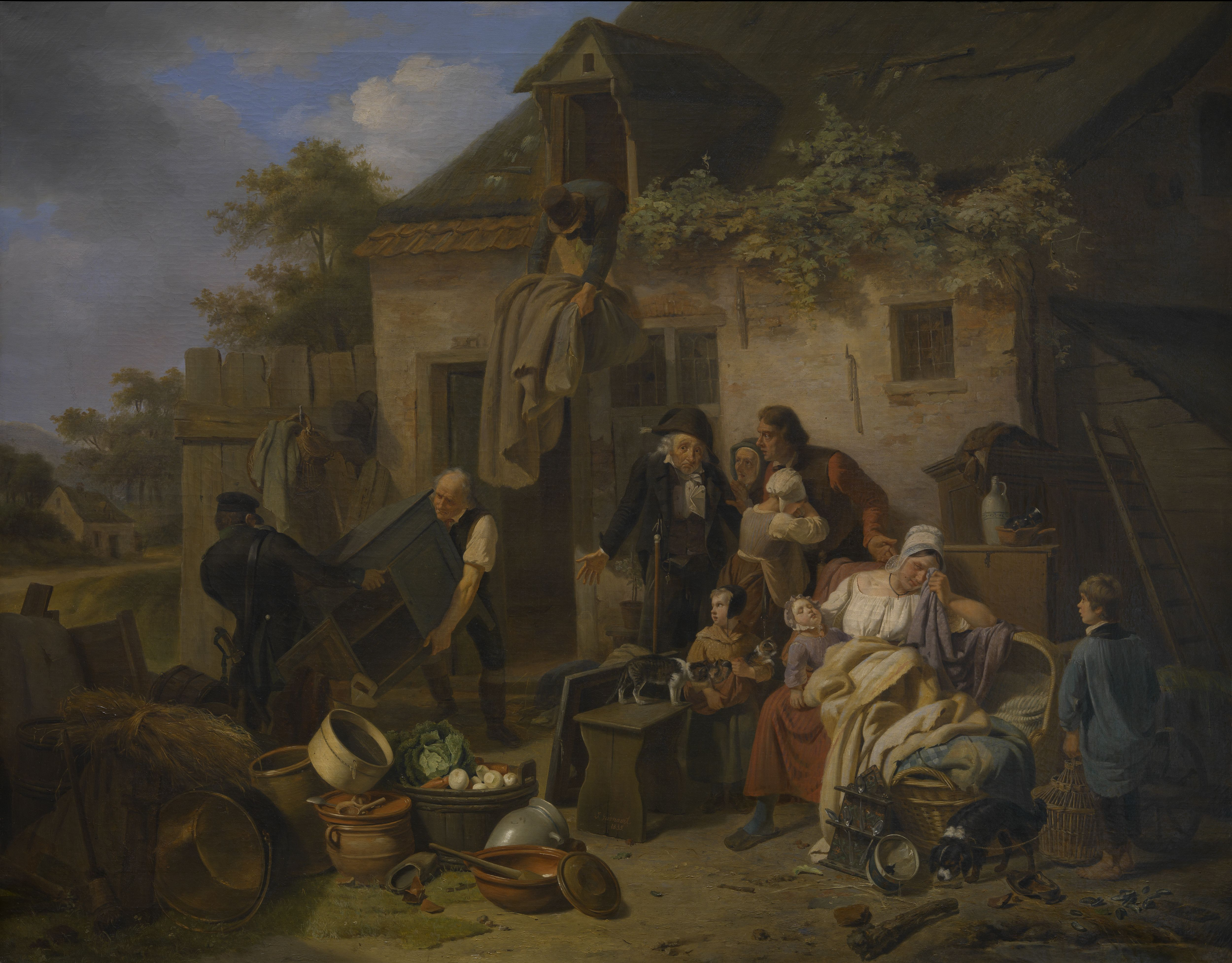
Auktion von beschlagnahmten Gütern (1835), Jozef Geirnaert

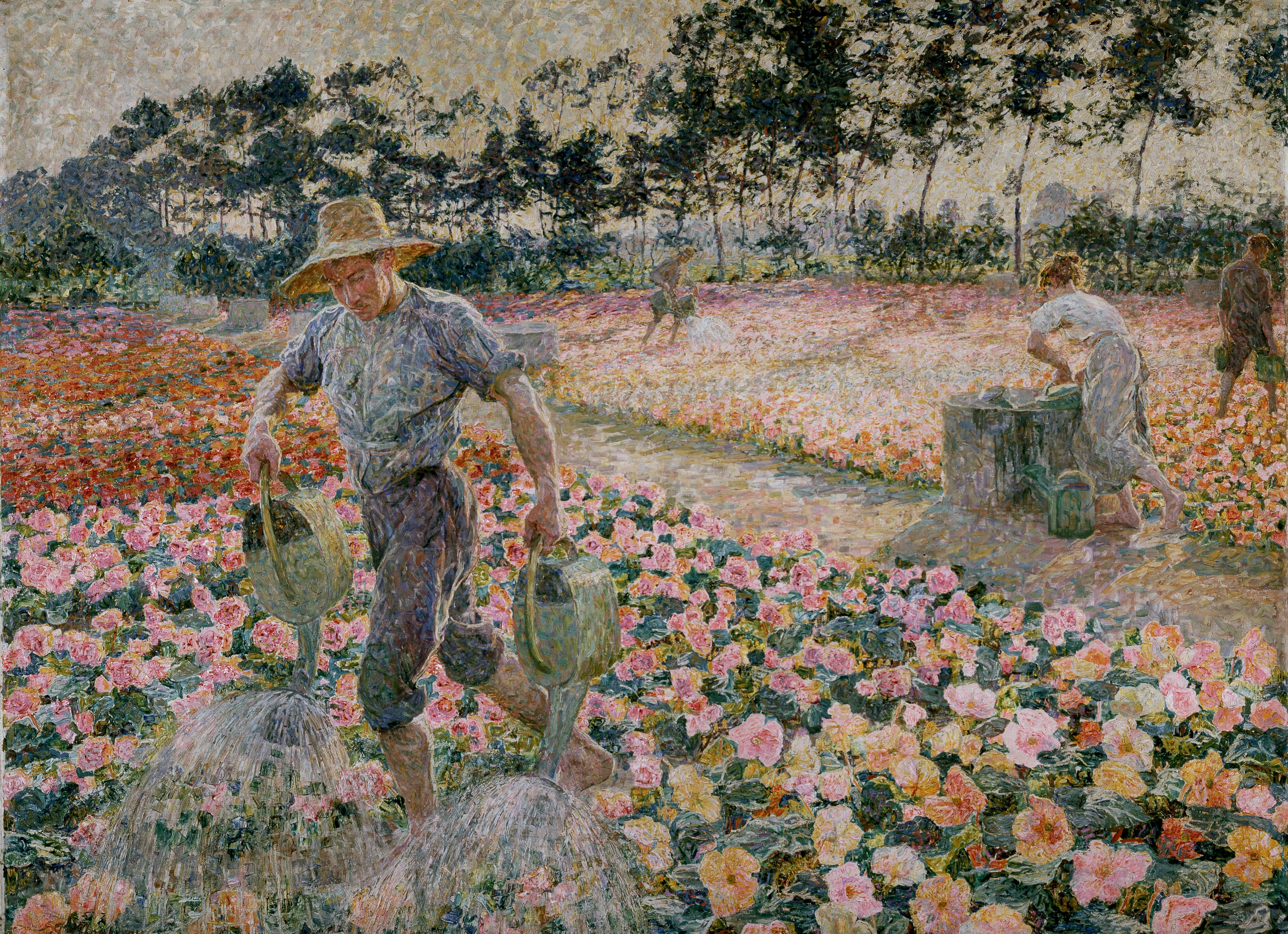
Der Gärtner von Jenny Montigny, erworben im Zuge der Weltausstellung 1913

Die Gründung des ältesten Museums Belgiens erfolgte 1798 unter dem Namen Musée du Département de l'Escaut (Museum der Region Schelde). Zu dieser Zeit gehörte das heutige Flandern seit Kurzem zu Frankreich, und im Zuge der Übernahme wurden viele Klöster und Kirchen enteignet. Die dadurch erhaltene Sammlung wurde dem neuen Museum übertragen. 1802 öffnete das Museum erstmals die Tore für die Allgemeinheit. 1835 wurde mit Auktion von beschlagnahmten Gütern von Jozef Geirnaert erstmals ein Gemälde eines lebenden Künstlers erworben. In den kommenden Jahrzehnten wurde dies zu einer gängigen Strategie für Neuerwerbungen, und so sind viele Gemälde aus dieser Zeit in der heutigen Sammlung vertreten.
Der Umzug in das aktuelle Gebäude, welches spezifisch für diesem Zweck von Charles van Rysselberghe entworfen wurde, erfolgte 1904. In Vorbereitung auf die Weltausstellung in Gent im Jahre 1913 wurde das Gebäude erweitert. Mit Beginn des Ersten Weltkrieges wurde das Gebäude durch das deutsche Sanitätskorps genutzt und erlitt schwere Kriegsschäden. Vor Ausbruch des Zweiten Weltkrieges wurde die Sammlung vorsorglich in das südfranzösische Pau gebracht, und abermals erlitt das Gebäude schwere Schäden. 1966 wurde es unter Denkmalschutz gestellt, und 1975 wurde mit dem S.M.A.K ein eigenes Museum für kontemporäre Kunst geschaffen, welches Teile der Sammlung des MSK übernommen hat. Zwischen 2003 und 2007 wurde das Gebäude aufgrund von Renovierungsarbeiten teilweise geschlossen.
Eine Ausstellung von 26 Gemälden der russischen Avantgarde sorgte 2018 für einen Skandal, weil diverse Kunsthistoriker, Sammler und Händler deren Authentizität anzweifelten. Die Ausstellung wurde nach kurzer Diskussion wieder geschlossen, und Museumsdirektorin Catherine de Zegher wurde zunächst vorläufig suspendiert und dann ein Jahr später abberufen. Die Ausstellung Van Eyck. An Optical Revolution (Van Eyck. Eine optische Revolution) erhielt 2020 den Apollo-Preis als Ausstellung des Jahres, musste aber nach sechs Wochen im Zuge der COVID-19-Pandemie vorzeitig schließen. Die Ausstellung enthielt 13 Werke von van Eyck; dabei handelt es sich um mehr als die Hälfte aller ihm zugeschriebenen Werke.

## Sammlung

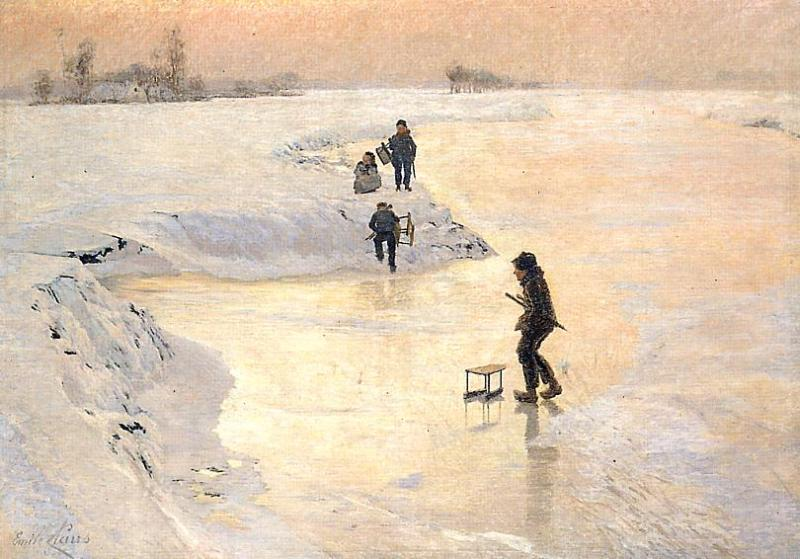
Die Eisvögel (1891), Emile Claus

Die Sammlung des Museums umfasst über 15.000 Objekte, darunter eine Vielzahl von Zeichnungen und Drucken. Besonders seit der zweiten Hälfte des 20. Jahrhunderts versucht das Museum gezielt, Werke auf Papier von Kunstschaffenden aus Belgien zu erwerben. 
Mit Stand 2025 umfasst die Sammlung 54 Werke, die seit 2003 unter dem Meisterwerk-Erlass besonders geschützt sind und Flandern nicht ohne Genehmigung der Regionalregierung verlassen dürfen, da diese als besonders wichtig für die Kultur der Region erachtet werden. Dazu zählen beispielsweise Die Eisvögel von Emile Claus, Christus trägt das Kreuz von Hieronymus Bosch und Der heilige Franz von Assisi empfängt die Stigmata von Peter Paul Rubens.

## Zusammenarbeit
Im Zuge der vlaamse kunst collectie (Flämische Kunstsammlung, kurz VKC) arbeitet das MSK mit anderen flämischen Museen zusammen, um Forschungsergebnisse zur Kunst der Region zusammenzuführen.